# Feodor (Malachanov)
Feodor (světským jménem: Andrej Leonidovič Malachanov; * 13. června 1978, Snižne) je ukrajinský duchovní Ruské pravoslavné církve a arcibiskup petropavlovský a kamčatský.
Je bratrem biskupa Michaila (Malachanova).

## Život
Narodil se 13. června 1978 ve městě Snižne.
Po střední škole nastoupil na fyziko-technickou fakultu Moskevské státní horní univerzity. Studium dokončil roku 2002, kdy se stal poslušníkem monastýru svatého archanděla Michaela ve vesnici Kozicha Novosibirské oblasti. Stejného roku nastoupil na Tomský duchovní seminář. Dne 14. dubna 2003 byl postřižen na monacha se jménem Feodor na počest svatého Fjodora Kuzmiče.
Dne 29. února 2004 jej arcibiskup novosibirský Tichon (Jemeljanov) rukopoložil na jerodiákona a 7. března na jeromonacha. Následující rok se stal blagočinným monastýru v Koziše. Roku 2007 dokončil seminář a přešel na Moskevskou duchovní akademii.
Sloužil jako asistent prvního prorektora Tomského duchovního semináře a poté jako prorektor pro pedagogickou činnost. Roku 2011 přešel do kléru petropavlovské eparchie. Zde se stal vedoucím misijního oddělení eparchie a představeným Kamčatského monastýru. Dne 5. ledna 2014 byl povýšen na igumena.
Dne 15. července 2016 jej Svatý synod zvolil biskupem viljučinským a vikářem petropavlovské eparchie. O dva dny později byl povýšen na archimandritu. Biskupská chirotonie proběhla 14. srpna v katedrálním chrámu stětí hlavy svatebního Jana Předchůdce v Zarajsku. Hlavním světitelem byl patriarcha moskevský a celé Rusi Kirill.
Po převedení arcibiskupa Artemije (Snigura) byl 28. prosince 2018 jmenován biskupem petropavlovským a kamčatským. Dne 3. ledna 2019 byl povýšen na arcibiskupa.